# Antifašistická rada národního osvobození Jugoslávie

Znak Demokratické federativní Jugoslávie. Datum značí druhé zasedání AVNOJ.

Antifašistická rada národního osvobození Jugoslávie (srbochorvatsky Antifašističko veće narodnog oslobođenja Jugoslavije, slovinsky Antifašistični svet narodne osvoboditve Jugoslavije, makedonsky Антифашистичко собрание за народно ослободување на Југославија, AVNOJ) byla politická organizace národněosvobozeneckých sil, které získaly určité části okupovaného království Jugoslávie pod svou kontrolou v časech druhé světové války. AVNOJ bylo hlavní politickým vedením odporu proti okupaci v zemi. V jeho čele stály Titovy partyzánské síly.

## Historické události
Po kapitulaci královské armády 17. dubna 1941 byla Jugoslávie rozdělena mezi Německo, Itálii, Maďarsko, Bulharsko a Chorvatsko. Komunistická strana Jugoslávie, která patřila k tvrdým odpůrcům a kritikům tehdejšího režimu, se rozhodla založit ozbrojené křídlo, které by bojovalo proti okupantům. Rodící se partyzánské hnutí následně dokázala účinně koordinovat a vést.

## První zasedání

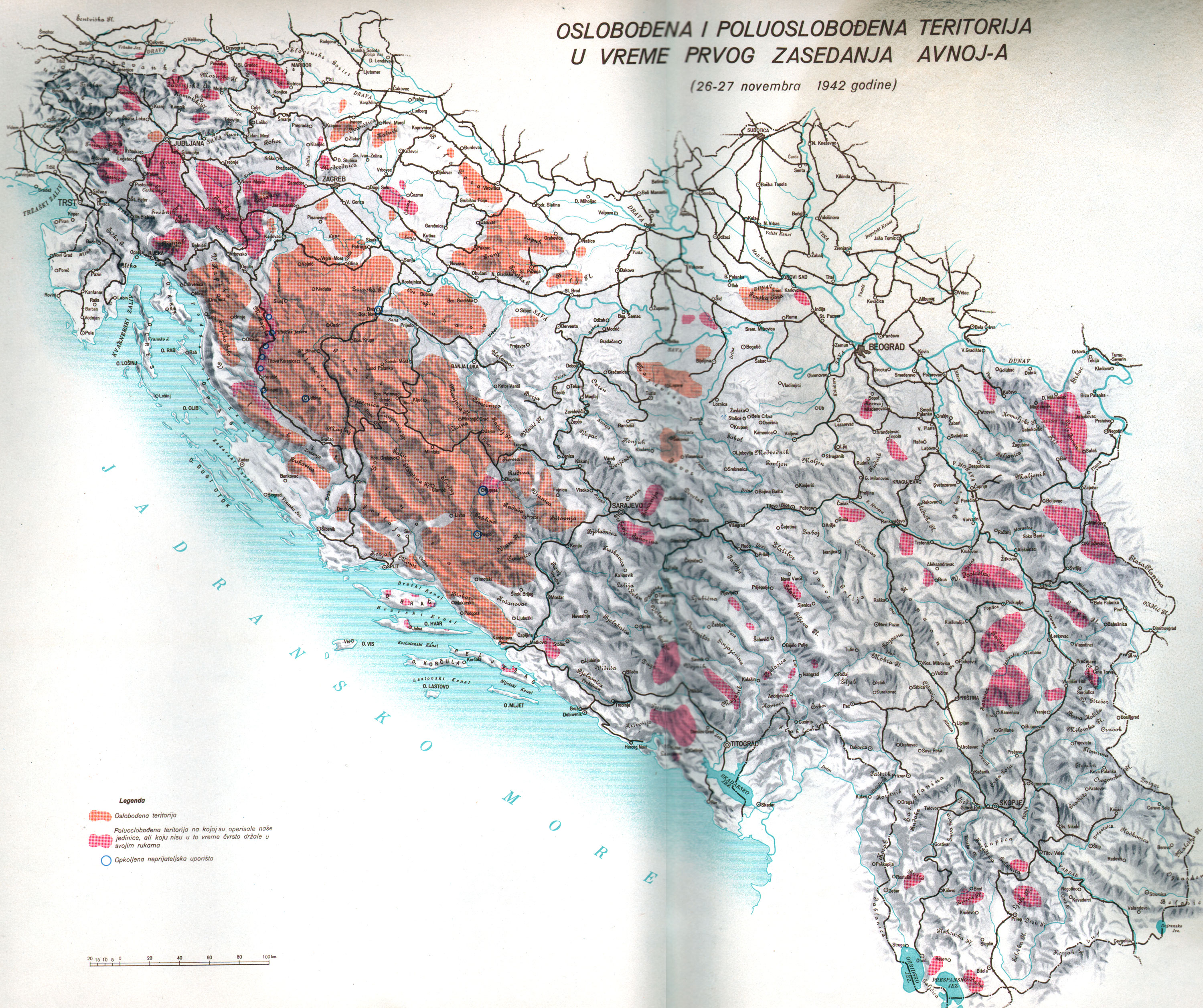
Osvobozené území během prvního zasedání AVNOJ.

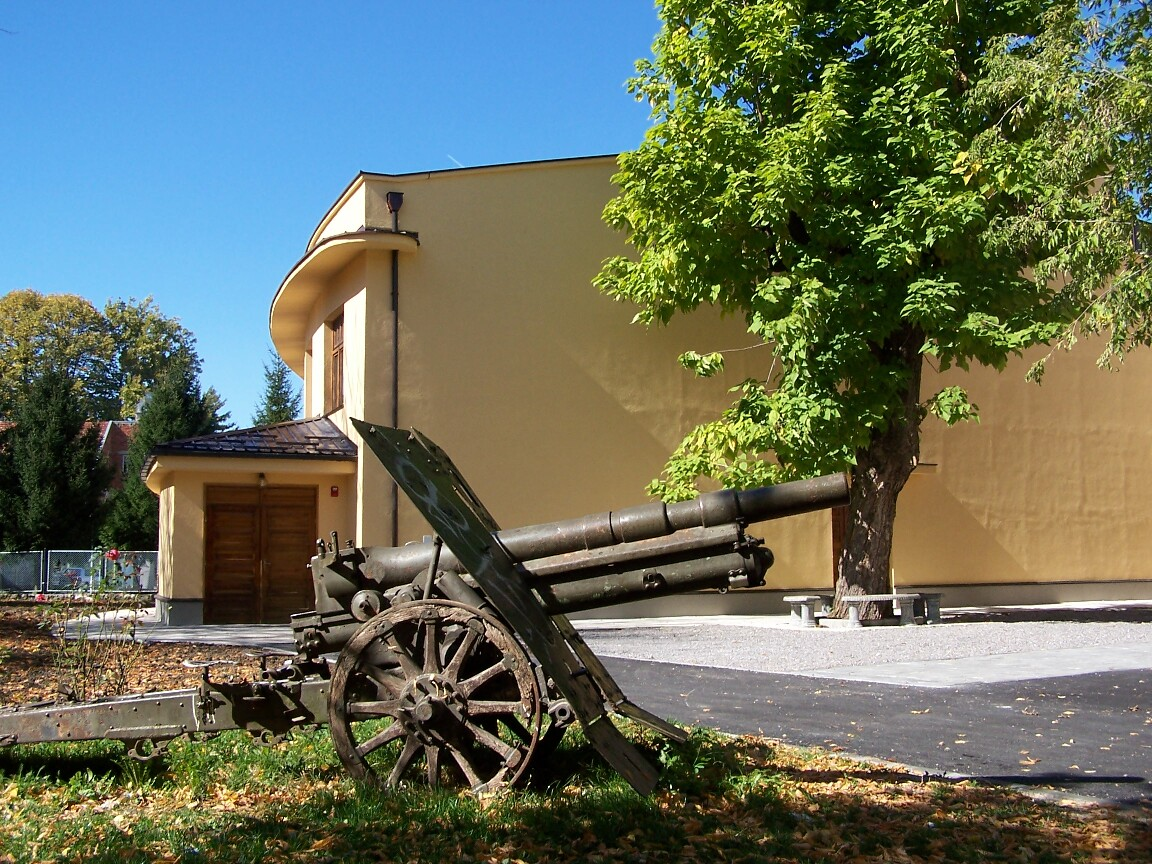
Budova v Bihaći, kde se Rada poprvé sešla.

Dne 26. listopadu 1942 uspořádali partyzánští vůdci Jugoslávie první setkání AVNOJ v Bihaći, ve městě v nejzápadnějším cípu Bosny a Hercegoviny. Zde se snažili nejen jednat o situaci v zemi, ale získat také i podporu v zahraničí – uznání že jsou jedinou politickou silou, která má právo jednat za národy Jugoslávie. Cílem tak bylo oslabit exilovou vládu i jiné skupiny v zemi, přesněji četnické hnutí, jehož cílem bylo naopak obnovit monarchii. Proto také nebyli členy rady pouze komunisti, zastoupeny byly i další názorové proudy. Titovi komunisté ale celé organizaci předsedali a jejich vliv byl zcela klíčový. Jednání delegátů diskutovalo o následujících klíčových bodech:
- demokracie
- práva etnických skupin
- nedotknutelnost soukromého vlastnictví
- hospodářské svobody

O právech jednotlivých národů sepsal během prvního zasedání článek Josip Broz Tito. V něm uvedl, že každý národ, nebo menšina (v rámci předválečné Jugoslávie) mají mít právo na odtržení. Toto právo však nemají mít ti, kteří se dobrovolně poddali okupantům – tedy především chorvatští fašisté (o kterých se také mluvilo).
Jak rostl vliv partyzánských sil a význam AVNOJe v zahraničí, začaly být okupační síly na Balkáně znepokojeny. Kapitulace Itálie a ztráta severní Afriky navíc vyvolala obavu, že by se spojenci mohli na Balkáně vylodit a případně otevřít novou frontu. Němci se proto rozhodli s odporem skoncovat. Roku 1943 německá armáda zahájila ofenzívu, jejímž úkolem bylo získat zpět kontrolu nad ztracenými územími. Partyzáni očekávali, že kromě nacistů zaútočí také četnici pod vedením Dragoljuba Mihailoviće a proto napadli hlavně jeho jednotky. V březnu 1943 se podařilo německou armádu zastavit a získat kontrolu na územích ovládaných četniky, tedy hlavně hornaté a dobře bránitelné oblasti – Hercegovinu a Černou Horu.
Mezitím v květnu Němci, Italové, Bulhaři a NDH provedli útok proti partyzánům v údolí řeky Sutjesky. Silám odporu se podařilo sevření prolomit a postupně (v září) ovládnout i území na břehu Jaderského moře, které doposud kontrolovali Italové. To umožnilo, aby mohla být partyzánům doručena pomoc od západních spojenců, kteří již nyní komunistické síly plně uznávaly.

## Druhé zasedání

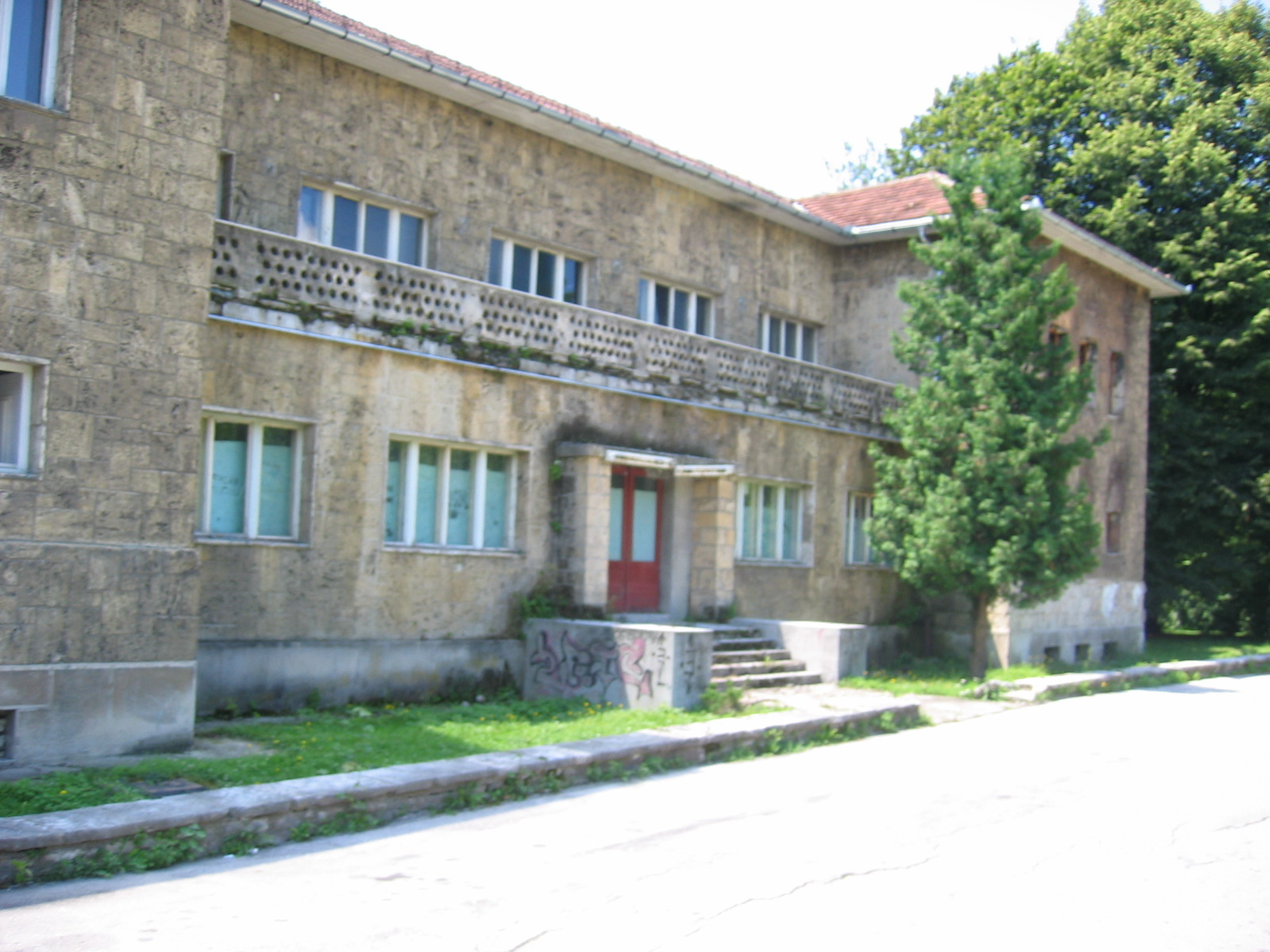
Budova ve městě Jajce, kde se konalo druhé zasedání Rady

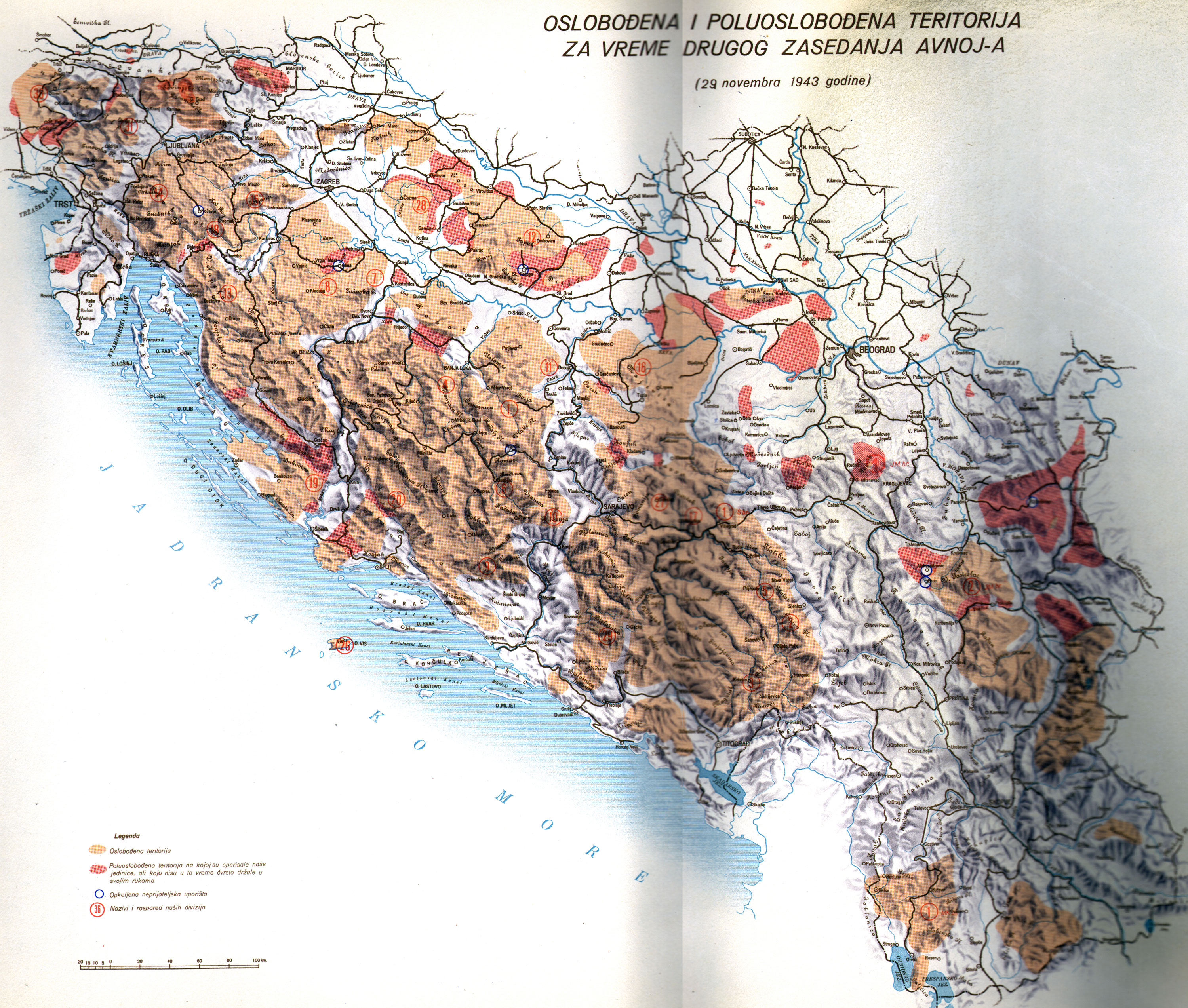
Osvobozené území v době druhého zasedání Rady.

Druhé zasedání protifašistické rady se konalo v Jajce, v období od 21. listopadu do 29. listopadu 1943. Tito prohlásil AVNOJ vedoucím orgánem v zemi. Zasedání se účastnilo celkem 142 delegátů. Dále byly konkretizovány body poválečného zřízení země:
- Bude vytvořena demokratická federativní[4][5] Jugoslávie, založená na právu sebeurčení. V souladu s tím bylo plánováno, že jihoslovanské národy, tedy nyní již Srbové, Chorvati, Slovinci, Makedonci a Černohorci jmenovitě (nikoliv již pouze Srbové, Chorvati a Slovinci jako v časech království) budou mít jednotná práva ve všech republikách. Byly nyní považovány za tzv. konstitutivní národy. Byl tedy přijat sovětský model decentralizace státu a vícestupňové federace (tzn. jednotlivé celky mají na svém území další ještě podřízené jednotky). Tento návrh byl sice odsouhlasen, Moša Pijade však žádal otevřít ještě otázku možného práva na sebeurčení chorvatských Srbů.[6]

- Bude vytvořena Národní rada osvobození Jugoslávie (Nacionalni komitet oslobođenja Jugoslavije, NKOJ) se sídlem v Jajce a ta bude fungovat jako dočasná vláda.[4]
- Tito se stane maršálem Jugoslávie a premiérem.
- AVNOJ bude moci uzavírat smlouvy za jugoslávskou vládu v zahraničí.
- Král Petar II. Karađorđević neusedne na trůn[6] a nenavrátí se do vlasti do okamžiku, než se v referendu rozhodne o statusu monarchie.

Složení Národní rady osvobození Jugoslávie:
- Předseda a pověřenec pro národní obranu – maršál Josip Broz Tito
- První místopředseda Edvard Kardelj
- Druhý místopředseda Vladislav Ribnikar
- Třetí místopředseda Božidar Magovac
- Pověřenec pro zahraniční věci Josip Smodlaka
- Pověřenec pro vnitřní věci Vlada Zečević
- Pověřenec pro školství Edvard Kocbek
- Pověřenec pro národní hospodářství Ivan Milutinović (†23. 10. 1944)
- Pověřenec pro finance Dušan Sernec
- Pověřenec pro dopravu Sreten Žujović-Crni
- Pověřenec pro národní zdraví dr. Milivoj Jabrišak
- Pověřenec pro sociální politiku dr. Anton Kržišnik
- Pověřenec pro soudnictví Frane Frol
- Pověřenec pro výživu Mile Peruničić
- Pověřenec pro stavebnictví Rade Pribičević
- Pověřenec pro lesní hospodářství a hornictví Sulejman Filipović

Většina obyvatelstva v Jugoslávii přístup partyzánů podpořila. Kromě toho, že se totiž ukázal Tito se svými bojovníky jako rozhodná síla proti fašistům, byla také většina lidu ze starého království zklamána a naděje nové a lepší společnosti v něm vzbudily pozitivní odezvu.
Sovětská strana, na kterou partyzáni spoléhali, byla silně znepokojena skutečností, že se o tomto zasedání nedozvěděla. Moskva vedla politiku sice jinou, nakonec ale partyzánské hnutí přece jen podrželi a uznali, neboť se jednalo o komunistickou sílu – a podpora jakékoliv jiné organizace (například četniků) by mohla vést k pro SSSR horšímu výsledku, např. obnovení původního uspořádání státu. Západní spojenci rozhodnutí AVNOJ podpořili, neboť museli uznat skutečnost, že se jednalo o radu jediné organizace, která byla schopná proti fašistům aktivně bojovat. Navíc partyzáni získávali již delší dobu nejen morální, ale i materiální podporu z jejich strany.
V souvislosti s projektem federalizace byly zřízeny další rady pro jednotlivé budoucí svazové republiky, které se staly de facto zárodky budoucích orgánů těchto celků. Měly víceméně podobný název (srbochorvatsky v Bosně a Hercegovině Zemaljsko antifašističko vijeće Bosne i Hercegovine, Chorvatsku Zemaljsko antifašističko vijeće narodnog oslobođenja Hrvatske, Srbsku Antifašistička skupština narodnog oslobođenja Srbije, v Sandžaku Zemaljsko antifašističko veće narodnog oslobođenja Sandžaka a Černé Hoře Zemaljsko antifašističko vijeće narodnog oslobođenja Crne Gore i Boke, slovinsky ve Slovinsku Slovenski narodnoosvobodilni svet, makedonsky v Makedonii Антифашистичко Собрание за Народно Ослободување на Македонија).
V prosinci 1943 se Roosevelt, Churchill i Stalin dohodli na podpoře programu partyzánů. A to i přesto, že Velká Británie stále ještě sympatizovala s exilovou vládou v čele s králem.

## Třetí zasedání
Třetí zasedání AVNOJ se konalo již po porážce okupantů od 7. do 10. srpna 1945. AVNOJ se zde prohlásil za dočasné národní shromáždění účinné do doby, než bude svoláno Ústavodárné shromáždění. Původní delegáty této rady doplnili ještě poslanci zvolení ve volbách roku 1938, kteří nebyli kompromitováni kolaborací s okupanty, což bylo především reakcí na snahu Británie zapojit do fungování státu také nekomunistické síly. 11. listopadu 1945 se konaly volby do Ústavodárného shromáždění. V nich kandidáti Národní fronty získali 96 % hlasů. Národní sněmovna následně 29. listopadu 1945 vyhlásila Federativní lidovou republiku Jugoslávii (Federativna narodna republika Jugoslavija, FNRJ), jako federativní stát šesti rovnoprávných republik.